# Xian de Wangkui
Le xian de Wangkui (望奎县 ; pinyin : Wàngkuí Xiàn) est un district administratif de la province du Heilongjiang en Chine. Il est placé sous la juridiction de la ville-préfecture de Suihua.

## Démographie
La population du district était de 453 404 habitants en 1999.